# Turík
Turík – wieś i gmina (obec) w powiecie Rużomberk, kraju żylińskim, w północnej Słowacji, w granicach historycznego Liptowa.

## Położenie
Turík leży w dolinie potoku Turík, prawobrzeżnego dopływu Wagu, u południowych podnóży Gór Choczańskich. Zabudowania wsi ciągną się w środkowej części dość wąskiej Doliny Turíckiej. Nad nimi od północy piętrzy się szczyt Magury Turíckiej (1085 m n.p.m.). Grupa zabudowań przy odgałęzieniu drogi do centrum wsi od drogi biegnącej prawym brzegiem Wagu z Liptowskiej Ciepłej do Liskovej nosi nazwę Turíček, zaś niedaleki były młyn nad Wagiem i znana dawniej karczma nosiły nazwę Vlčia jama (pol. Wilcza Jama).

## Historia
Tereny wsi były zamieszkane przez człowieka już w czasach prehistorycznych. Na skalistym wzniesieniu nad wsią, zwanym Hradište, znaleziono fragmenty ceramiki z młodszej epoki brązu i początków epoki żelaza, zaliczane do kultury łużyckiej. Wieś należała do szlacheckiej rodziny Turánskich. Ich przodkowie otrzymali te ziemie w 1278 r. w nagrodę za służby dla króla przy prowadzeniu królewskich posłów do Polski i w tym samym roku lokowali wieś. W latach 1976–1990 wieś była włączona do niedalekiej Liskovej.

## Zabytki
- Kościół katolicki z 1798 r. Murowany, z wieżą dobudowaną pod koniec XIX w. Ołtarz główny klasycystyczny, z początków XIX w. z obrazem przedstawiającym Nawiedzenie NMP. Na parapecie chóru organowego starsze obrazy z XVII w., przedstawiające postacie ze Starego Testamentu.
- Dwór (słow. kaštieľ) z połowy XVIII w. Murowany, przebudowany w pierwszej połowie XIX w., z centralnym ryzalitem z pilastrami, zwieńczonym tympanonem.